# 静岡県立三島長陵高等学校
静岡県立三島長陵高等学校（しずおかけんりつみしまちょうりょうこうとうがっこう）は、静岡県三島市にある単位制の定時制高等学校である。2008年（平成20年）4月1日に開校した。

## 概要
- 長泉町にあった静岡県立長泉高等学校と、静岡県立沼津東高等学校定時制課程、静岡県立沼津商業高等学校定時制課程、静岡県立三島北高等学校定時制過程を廃止し、これらを含めて三島市の静岡県立三島北高等学校の南隣に移転し、単位制課程の普通科定時制高校として新たに開校したものである。
- 校訓と校章ならびに校歌（作曲・川辺真）は旧・長泉高校のものを継承。校歌に関しては歌詞（旧・長泉高校初代校長の西山民雄の作詞によるもの）の一部を改めている。長泉高校および三島長陵高校の同窓会組織「長陵会」のサイト内にて旧・長泉高校時代の校歌の歌詞と現行の歌詞が併載されており、変更点が容易に確認できる。
- ここはもともと静岡県教育委員会（静岡県教育研修所）の土地であった。
- 静岡県立静岡中央高等学校通信制課程の東部キャンパス、及び本校開校前から同じ場所にあった放送大学静岡学習センター、福島県立ふたば未来学園高等学校三島長陵キャンパスを校地内に併設する。また、2023年より、静岡県立ふじのくに中学校の三島教室も当校校舎6階に併設された。